# Espai de Sierpinski
En matemàtiques, el espai de Sierpiński (o el conjunt de dos punts connectats) és un espai topològic finit format per dos punts, dels quals només un és tancat.
És l'exemple més menut d'espai topològic que no sigui el trivial ni el discret. El seu nom és en honor de Wacław Sierpiński.

## Definició
L'espai de Sierpiński és el conjunt {\displaystyle S=\{0,1\}} amb la topologia {\displaystyle {\mathcal {T}}_{S}} següent:
{\displaystyle {\mathcal {T}}_{S}=\{\emptyset ,\{1\},S\}}

## Propietats
Propietats bàsiques de l'espai de Sierpinski:
- Els únics conjunts oberts són {\displaystyle \emptyset }, {\displaystyle \{1\}} i {\displaystyle S}.
- Els únics conjunts tancats són {\displaystyle \emptyset }, {\displaystyle \{0\}} i {\displaystyle S}.
- La clausura de {\displaystyle \{0\}} és {\displaystyle \{0\}} i la de {\displaystyle \{1\}} és {\displaystyle S}.
- És un espai de Kolmogórov ({\displaystyle T_{0}}).
- No és un espai de Fréchet ({\displaystyle T_{1}}).
- No és un espai de Hausdorff ({\displaystyle T_{2}}).
- No és un espai {\displaystyle T_{n}} per a {\displaystyle n>1}.
- És un espai compacte.
- És 1AN i 2AN.
- Tota successió en {\displaystyle S} convergeix a 0.
- Si una successió en {\displaystyle S} convergeix a 1, llavors té un nombre finit de termes iguals a 0.
- És un espai no metritzable.